# Aconitum subglandulosum
Aconitum subglandulosum là một loài thực vật có hoa trong họ Mao lương. Loài này được Khokhr. mô tả khoa học đầu tiên năm 1989.